# Jackie Glazier
Jackqueline „Jackie“ Glazier (* 28. November 1973 in Melbourne) ist eine professionelle australische Pokerspielerin. Sie gewann 2013 ein Bracelet bei der World Series of Poker Europe.

## Persönliches
Glazier wuchs in Melbourne auf. In ihrer Jugend spielte sie Tennis, Volleyball sowie Basketball und betrieb Bodyboarding. Sie studierte Realschullehramt mit den Fächern Physik und Mathematik. Glazier lebt in Melbourne. Im Jahr 2018 nahm sie an der australischen Ausgabe der Reality-Fernsehsendung Survivor teil.

## Pokerkarriere
Glazier spielt seit 2005 Poker. Ihre erste Geldplatzierung bei einem Live-Turnier erzielte sie Mitte Juli 2008 im Crown Melbourne. Anfang Dezember 2009 erreichte Glazier beim Main Event der Asia Pacific Poker Tour in Sydney die Geldränge und beendete das Turnier auf dem mit knapp 10.000 Australischen Dollar dotierten 32. Platz. Im Juli 2010 war sie erstmals bei der World Series of Poker (WSOP) im Rio All-Suite Hotel and Casino am Las Vegas Strip erfolgreich und belegte im Main Event den 427. Platz, der mit über 30.000 US-Dollar bezahlt wurde. Im Juli 2011 gewann sie im Venetian Resort Hotel am Las Vegas Strip das Deep Stack Extravaganza mit einer Siegprämie von über 70.000 US-Dollar. Mitte Mai 2012 entschied sie das Main Event der Melbourne Poker Championship für sich und sicherte sich 95.000 Australische Dollar. Bei der WSOP 2012 kam Glazier bei einem Turnier der Variante No Limit Hold’em an den Finaltisch und beendete das Event hinter Greg Ostrander auf dem zweiten Platz, der ihr ihr bisher größtes Preisgeld von knapp 460.000 US-Dollar einbrachte. Ein Jahr später erreichte sie beim WSOP-Main-Event den sechsten Turniertag. Dort schied sie als letzte Frau auf dem 31. Platz aus und erhielt rund 230.000 US-Dollar. Bei der im Oktober 2013 im französischen Enghien-les-Bains ausgetragenen World Series of Poker Europe gewann Glazier das Ladies Event und sicherte sich mehr als 20.000 Euro Siegprämie sowie ein Bracelet. Bei der World Series of Poker Asia Pacific in Melbourne belegte sie Mitte Oktober 2014 den zwölften Platz im Main Event und erhielt 40.000 Australische Dollar. Seitdem blieben größere Turniererfolge aus.
Insgesamt hat sich Glazier mit Poker bei Live-Turnieren knapp 1,5 Millionen US-Dollar erspielt. Ab Oktober 2016 wurde sie vom Onlinepokerraum partypoker gesponsert, bei dem sie unter dem Nickname JACKSTARPARTY spielte.